# Karaçomak-Talsperre

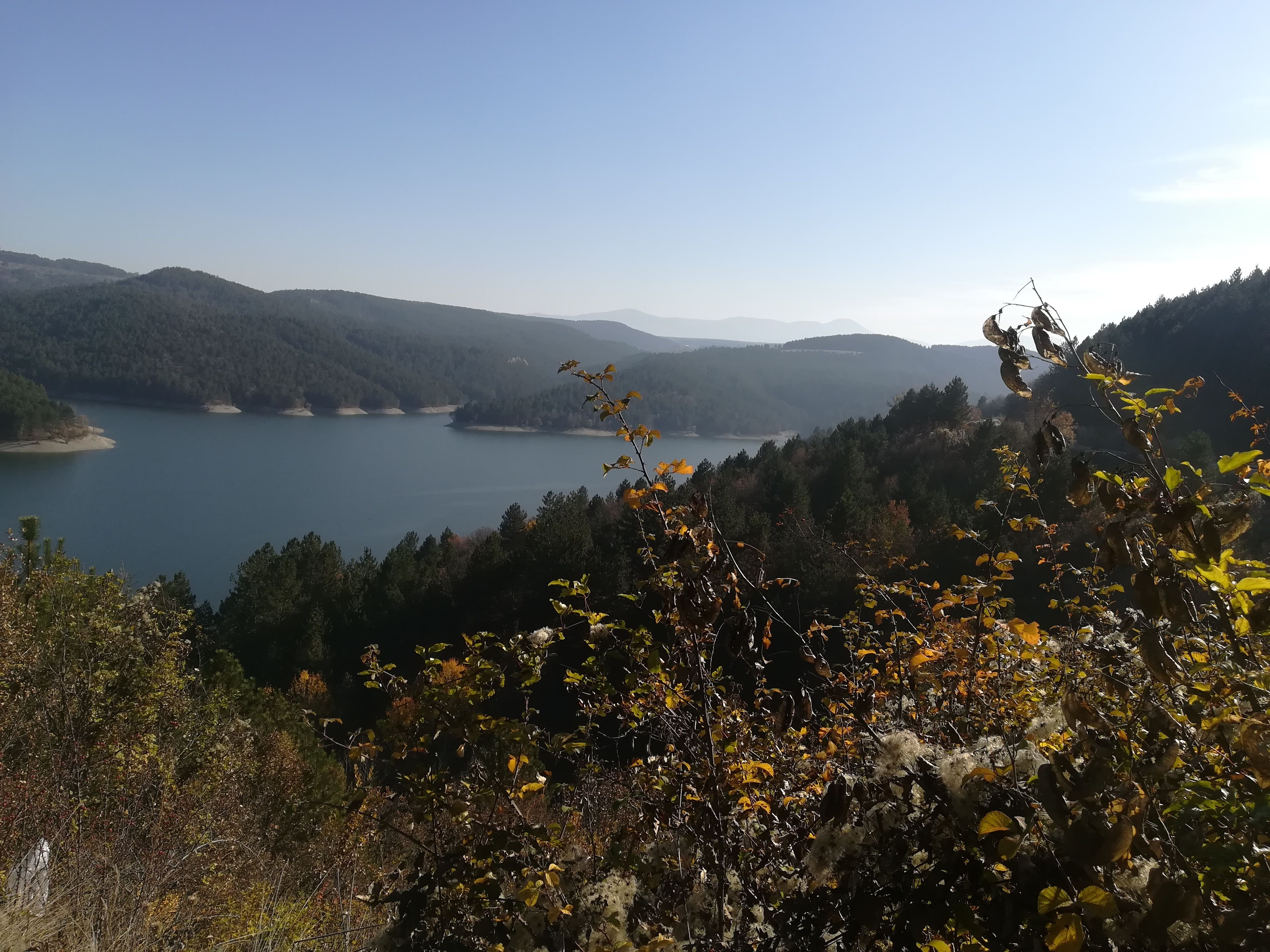
Karaçomak-Stausee (2019)

Die Karaçomak-Talsperre (türkisch Karaçomak Barajı) befindet sich 7 km südlich der Provinzhauptstadt Kastamonu in der gleichnamigen türkischen Provinz.
Die Karaçomak-Talsperre wurde in den Jahren von 1969 bis 1976 am Karaçomak Deresi, einem rechten Nebenfluss des Gökırmak, errichtet.
Die Mehrzweck-Talsperre dient der Bewässerung einer Fläche von 4250 ha, der Trinkwasserversorgung von Kastamonu sowie dem Hochwasserschutz. 
Das Absperrbauwerk ist ein 49 m hoher Erdschüttdamm. 
Das Dammvolumen beträgt 1,1 Mio. m³.
Der 3 km lange Stausee bedeckt bei Normalstau eine Fläche von 1,54 km². 
Das Speichervolumen beträgt 23 Mio. m³.